# Phyllophila melacheila
Phyllophila melacheila is een vlinder van de familie van de uilen (Noctuidae). De wetenschappelijke naam van deze soort is voor het eerst voorgesteld als Erastria (?) melacheila door Otto Staudinger in een publicatie uit 1895.
De soort komt voor in Syrië en Saudi-Arabië.